# Legio II Armeniaca

Motivo distintivo degli scudi della Secunda Armeniaca, come riportato dalla Notitia dignitatum

La Legio II Armeniaca ("dall'Armenia") fu una legione romana pseudocomitatense del tardo impero.
Il nome della legione potrebbe riferirsi ad una permanenza nella provincia dell'Armenia, ma l'unità fu in seguito spostata, insieme alla legione gemella I Armeniaca, nell'esercito campale. La presenza della legione è attestata a Satala, dove avrebbe costruito un accampamento.
Ammiano Marcellino racconta come, nel 360, la II Armeniaca si trovasse a Bezabde assieme alla II Flavia Virtutis e alla II Parthica, quando il re sasanide Sapore II assediò e conquistò la città, uccidendo molti degli abitanti. La legione però sopravvisse a questa sconfitta: la Notitia dignitatum registra la II Armeniaca sotto il magister militum per Orientem.